# Lev Lobodin
Lev Alekseyevitj Lobodin, (ryska: Лев Алексеевич Лободин) född den 1 april 1969 i Voronezj, Ryska SFSR, Sovjetunionen är en rysk/ukrainsk före detta friidrottare som tävlade i mångkamp under 1990-talet och början av 2000-talet. I början av sin karriär tävlade han för Ukraina fram till slutet av 1996 då han bytte medborgarskap.
Lobodins genombrott kom när han blev bronsmedaljör vid utomhus EM 1994 i tiokamp. Han deltog vid såväl Olympiska sommarspelen 1996 i Atlanta som vid VM 1997 men avbröt båda gångerna tävlingen. 
Under 1998 blev han bronsmedaljör vid EM både inomhus och utomhus. Han deltog även vid VM 1999 och slutade då femma vilket är det bästa resultatet han uppnått vid ett världsmästerskap utomhus. 
Han deltog vid Olympiska sommarspelen 2000 och slutade då på 13:e plats. Under 2001 blev han bronsmedaljör vid VM-inomhus i sjukamp och vid EM 2002 försvarade han sitt EM-brons när han vann sitt tredje raka brons. 
Hans bästa resultat nådde han vid VM-inomhus 2003 då han slutade på andra plats efter Tom Pappas. Året efter blev han bronsmedaljör vid VM-inomhus 2004. Samma år gjorde han sin sista mästerskapsstart när han deltog vid Olympiska sommarspelen 2004 men fullföljde aldrig tävlingen.

## Personligt rekord
- Sjukamp - 6 412 poäng
- Tiokamp - 8 571 poäng